# Vincenzo Cerami
Vincenzo Cerami, född 3 november 1940 i Rom, död 17 juli 2013 i Rom, var en italiensk  manusförfattare, romanförfattare och var även poet . Efter Ceramis bortgång uttalade sig Italiens kulturminister Massimo Bray med orden: "We lose one of the pillars of Italian culture" .

## Biografi
Cerami hade ett nära samarbete med regissören Roberto Benigni och tillsammans skrev de sex filmer och den mest kända är Livet är underbart (La Vita è Bella) från 1997 . Livet är underbart blev Oscarsnominerad år 1999 . 
Ceramis första novell, Un Borghese Piccolo Piccolo (An Average Little Man) publicerades 1976. Novellen filmatiserades av Mario Monicelli 1977 .
Cerami gifte sig med Mimsy Farmer 1970 och de fick en dotter tillsammans. Efter skilsmässan från Farmer gifte sig Cerami med Graziella Chiarcossi och tillsammans med henne fick han en son .